# Richard F. Outcault

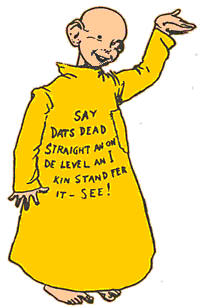
Yellow Kid

Richard Felton Outcault, född 14 januari 1863, död 25 september 1928, var en amerikansk serietecknare. Outcault skapade The Yellow Kid, vilket brukar sägas var den första moderna tecknade serien. Han föddes i Lancaster, Ohio och dog i Flushing, New York.
Outcault började sin bana som Thomas Edisons tekniske illustratör, och som humortecknare för tidskrifterna Judge och Life, men gick snart över till att teckna för Joseph Pulitzers tidning New York World. Pulitzer publicerade från den 5 maj 1895 Outcaults serier i en experimentell färgbilaga, där figuren The Yellow Kid förekom för första gången. Serien kallades från början Hogan's Alley och publicerades på framsidan av bilagan. Färgen gul valdes helt enkelt för att det var en färg som fram till dess varit svår att trycka. I oktober 1896 hoppade Outcault över till Hearsts New York Journal. Efter ett juridiskt bråk om vem som ägde rätten till serien bytte Outcaults version i New York Journal namn till McFaddens Row of Flats medan den i New York World behöll namnet Hogan's Alley, där tecknad av George B. Luks.
I Journal började Outcault experimentera med att använda flera paneler och moderna pratbubblor. Trots att han inte var först med dessa tekniker, var det han som gjorde dem populära.
Han skapade serien Buster Brown 1902.